# Дерби (Западная Австралия)
Дерби (англ. Derby) — город на северо-западе Австралии, на территории штата Западная Австралия. Является административным центром графства Дерби-Уэст-Кимберли.

## История
Город был основан в 1883 году и был назван в честь Эдуарда Генри Стэнли, 15-го графа Дерби, бывшего в тот период британским государственным секретарём по делам колоний. Во время Второй мировой войны аэродром, расположенный вблизи Дерби, использовался силами союзников в борьбе с Японией. Это обстоятельство послужило причиной бомбардировок города со стороны японских военно-воздушных сил.

## Географическое положение
Город находится в северо-восточной части штата, на восточном берегу залива Кинг Индийского океана, вблизи вместа впадения в него реки Фицрой. Абсолютная высота — 7 метров над уровнем моря.
Дерби расположен на расстоянии приблизительно 1770 километров к северо-востоку от Перта, административного центра штата.

## Климат
| Показатель                    | Янв. | Фев. | Март | Апр. | Май | Июнь | Июль | Авг. | Сен. | Окт. | Нояб. | Дек. | Год |
| ----------------------------- | ---- | ---- | ---- | ---- | --- | ---- | ---- | ---- | ---- | ---- | ----- | ---- | --- |
| Абсолютный максимум, °C       | 41   | 41   | 41   | 40   | 37  | 35   | 35   | 37   | 41   | 43   | 43    | 43   | 43  |
| Средний суточный максимум, °C | 35   | 33   | 35   | 35   | 32  | 30   | 30   | 32   | 35   | 37   | 37    | 37   | 34  |
| Средняя температура, °C       | 30   | 30   | 30   | 29   | 26  | 23   | 22   | 25   | 27   | 30   | 31    | 32   | 28  |
| Средний суточный минимум, °C  | 25   | 25   | 25   | 22   | 19  | 15   | 15   | 17   | 20   | 22   | 25    | 26   | 21  |
| Абсолютный минимум, °C        | 20   | 19   | 20   | 16   | 9   | 6    | 7    | 8    | 12   | 16   | 20    | 18   | 6   |
| Источник: Weatherbase         |      |      |      |      |     |      |      |      |      |      |       |      |     |

## Демография

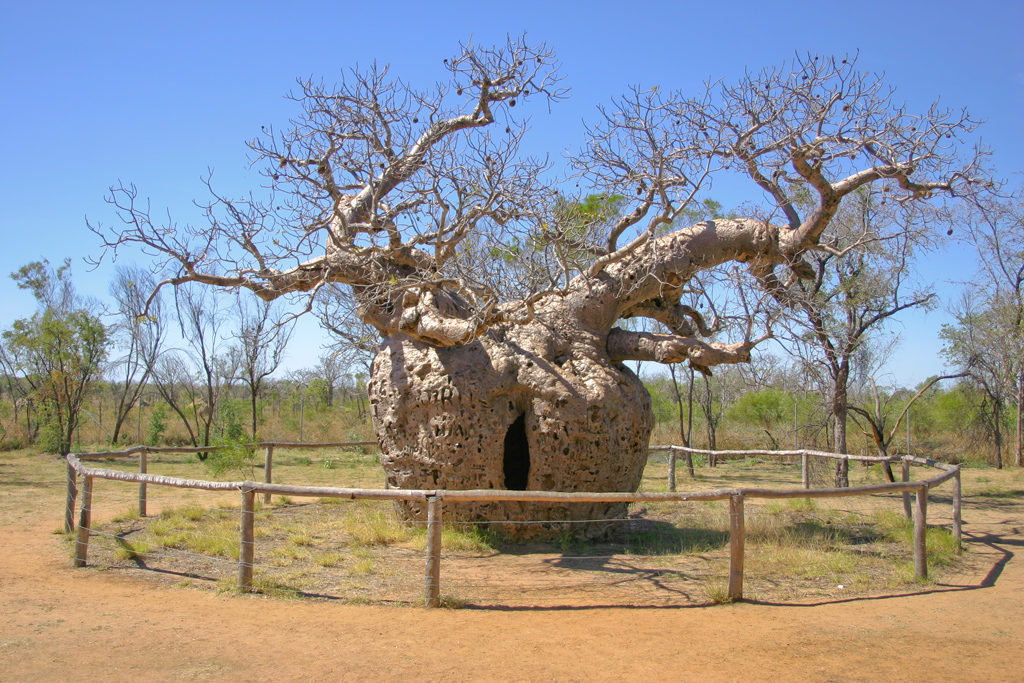
Баобаб в окрестностях Дерби, некогда использовавшийся в качестве тюрьмы.

По данным переписи 2011 года численность населения Дерби составляла 3261 человек.
Динамика численности населения города по годам:
| 2001  | 2006 | 2011 |
| ----- | ---- | ---- |
| 3,662 | 3093 | 3261 |

По данным переписи 2006 года в городе проживало 3093 человека, из которых мужчины составляли 50,1 %, женщины — соответственно 49,9 %. 45 % горожан являлись представителями коренного населения Австралии (при общеавстралийском показателе 2,3 %).

Население города по возрастному диапазону по данным переписи 2006 года распределилось следующим образом: 26,9 % — жители младше 14 лет, 12,3 % — между 15 и 24 годами, 45,3 % — от 25 до 54 лет, 8,6 % — от 55 до 64 лет и 6,8 % — в возрасте 65 лет и старше. Средний возраст составлял 31 год. Перепись также показала, что 8,3 % горожан родились за пределами Австралии, а 0,5 % являлись гражданами других государств. Великобритания является родиной для 3 % жителей города, далее следуют Новая Зеландия (1,5 %), Ирландия (0,3 %) и Папуа — Новая Гвинея (0,3 %). Для большинства жителей Дерби родным языком является английский; некоторые знают также различные австралийские языки (нгариньинский, вунампальский, ньикина, воррорра, валматярри).
Перепись населения 2006 года показала, что в конфессиональной структуре населения 27,5 % составляют католики. На втором месте стоит группа, относящая себя к атеистам — 21,7 %, далее идут англикане — 10,7 %, представители Объединённой церкви — 6,4 % и последователи других протестантских церквей — 4 %.